# Adolf Hesse
Adolf Friedrich Hesse (ur. 30 sierpnia 1809 we Wrocławiu, zm. 5 sierpnia 1863 tamże) – niemiecki organista i kompozytor.

## Życiorys
Kształcił się u Józefa Elsnera oraz w zakresie gry na organach u wrocławskich organistów – Friedricha Wilhelma Bernera i Ernsta Köhlera. W 1831 został organistą w ewangelickim kościele św. Bernardyna we Wrocławiu (dziś Muzeum Architektury); był też dyrygentem wrocławskiej orkiestry teatru operowego i prowadził koncerty symfoniczne.
Był ceniony w świecie muzycznym jako wirtuoz organów. Wyjeżdżał na koncerty m.in. do Paryża i Londynu, utrzymywał kontakty z najwybitniejszym uczniem Elsnera – Fryderykiem Chopinem. Wzbudzał zachwyt swoją techniką gry pedałowej na organach.
Zajmował się również pedagogiką muzyczną – jego najwybitniejszym uczniem był belgijski organista i kompozytor Jacques-Nicolas Lemmens.

## Upamiętnienie

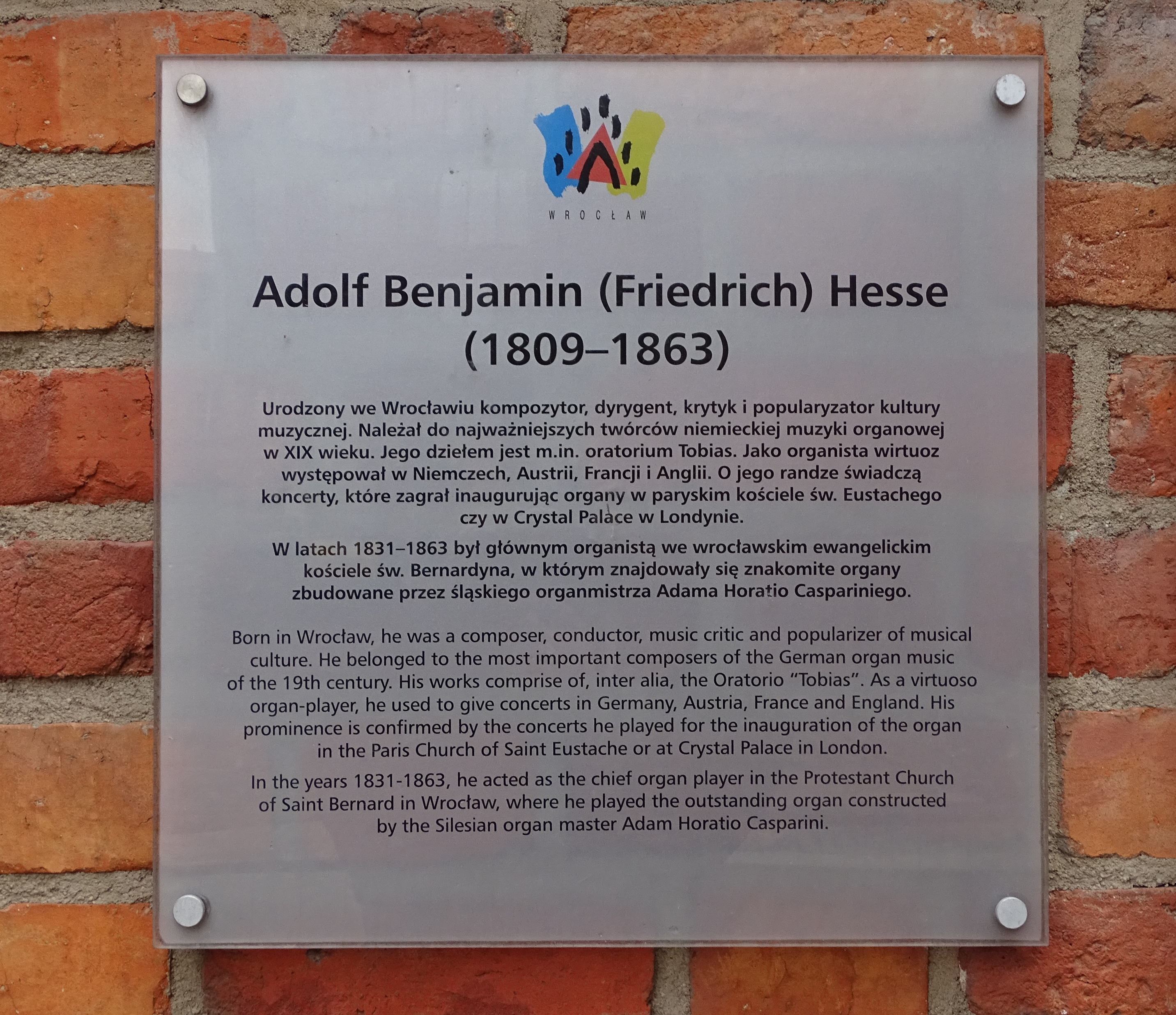
Tablica upamiętniająca Adolfa Hessego na b. kościele św. Bernardyna, Wrocław

We wrześniu 2017 na ścianie kościoła św. Bernardyna we Wrocławiu umieszczono tablicę upamiętniającą Hessego.